# 1960-as Formula–1 argentin nagydíj
Az 1960-as Formula–1-es világbajnokság szezonnyitó futama az argentin nagydíj volt.

## Futam
Mivel a brit farmotoros autók nagyon versenyképesek voltak az előző évben, a Ferrari is elkezdett építeni egy ilyen autót, de az 1960-as évadot a régi Dino 246-osokkal kezdték. Colin Chapman már egy farmotoros autóval, a Lotus 18-assal indult az évadnyitó argentin nagydíjon. Az első versenyt a korábbiakhoz képest később rendezték, de így is többségében előző évi autók indultak. Az egyetlen jelentős változásnak számított, hogy Graham Hill a BRM csapathoz csatlakozott.
Buenos Airesben Stirling Moss állt a pole pozícióban Rob Walker Cooperjével. Az időmérésen 1,6 másodperccel volt gyorsabb a második Innes Ireland Lotusánál. Mellettük  Graham Hill és Jo Bonnier BRM-je indult az első sorból. Ireland jó rajtjának köszönhetően átvette a vezetést, az első kör végén vezetett Bonnier, Graham Hill és Phil Hill előtt, aki a második sorból indult Ferrarijával. Moss rosszul sikerült rajtja után nyolcadiknak esett vissza. A második körben Ireland megcsúszott, eközben Moss gyorsan zárkózott előre. Moss megelőzte Carlos Menditeguy Cooperjét, José Froilán González Ferrariját, Jack Brabham Cooperjét, Hill Ferrariját, Ireland megelőzése után pedig már harmadik volt. A 10. körben Moss megelőzte a második Graham Hillt, majd öt körrel később átvette a vezetést Bonniertől. A svéd a 21. körben sikeresen megelőzte Mosst, aki 15 körrel később ismét visszavette a vezetést. A 42. körben törött felfüggesztés miatt kiállt, Bonnier majdnem egy kör előnnyel vezette a mezőnyt ekkor. Irelandé lett a második hely, míg Graham Hill és Brabham kiesésével Bruce McLaren feljött a harmadik helyre. 12 körrel a leintés előtt Bonnier motorproblémával küzdött, Ireland pedig váltóproblémával küzdött, így visszacsúszott a mezőnyben. McLaren így az élre állt és győzött a Cooper T51-essel Cliff Allison Ferrarija előtt. Moss a harmadik helyen ért célba, mivel kiesése után átvette Maurice Trintignant autóját. A vezetőcsere miatt egyikük sem kapott pontot a verseny után.
|     | Rsz. | Versenyző                         | Csapat                | Körök | Idő/Kiesések    | Start | Pontok |
| --- | ---- | --------------------------------- | --------------------- | ----- | --------------- | ----- | ------ |
| 1   | 16   | Bruce McLaren                     | Cooper-Climax         | 80    | 2:17'49,5       | 13    | 8      |
| 2   | 24   | Cliff Allison                     | Ferrari               | 80    | + 26,3          | 7     | 6      |
| 3   | 38   | Maurice Trintignant Stirling Moss | Cooper-Climax         | 80    | + 36,9          | 8     | 0*     |
| 4   | 6    | Carlos Menditéguy                 | Cooper-Maserati       | 80    | + 53,3          | 12    | 3      |
| 5   | 30   | Wolfgang von Trips                | Ferrari               | 79    | + 1 kör         | 5     | 2      |
| 6   | 20   | Innes Ireland                     | Lotus-Climax          | 79    | + 1 kör         | 2     | 1      |
| 7   | 40   | Jo Bonnier                        | BRM                   | 79    | + 1 kör         | 4     |        |
| 8   | 26   | Phil Hill                         | Ferrari               | 77    | + 3 kör         | 6     |        |
| 9   | 46   | Alberto Rodriguez Larreta         | Lotus-Climax          | 77    | + 3 kör         | 15    |        |
| 10  | 32   | José Froilán González             | Ferrari               | 77    | + 3 kör         | 11    |        |
| 11  | 4    | Roberto Bonomi                    | Cooper-Maserati       | 76    | + 4 kör         | 17    |        |
| 12  | 2    | Masten Gregory                    | Behra-Porsche-Porsche | 76    | + 4 kör         | 16    |        |
| 13  | 14   | Gino Munaron                      | Maserati              | 72    | + 8 kör         | 19    |        |
| 14  | 10   | Nasif Estéfano                    | Maserati              | 70    | + 10 kör        | 20    |        |
| Kie | 34   | Harry Schell                      | Cooper-Climax         | 63    | Üzemanyagpumpa  | 9     |        |
| Kie | 18   | Jack Brabham                      | Cooper-Climax         | 42    | Váltó           | 10    |        |
| Kie | 36   | Stirling Moss                     | Cooper-Climax         | 40    | Felfüggesztés   | 1     |        |
| Kie | 42   | Graham Hill                       | BRM                   | 37    | Túlhevülés      | 3     |        |
| Kie | 22   | Alan Stacey                       | Lotus-Climax          | 24    | Fizikai állapot | 14    |        |
| Kie | 44   | Ettore Chimeri                    | Maserati              | 23    | Fizikai állapot | 21    |        |
| Kie | 12   | Antonio Creus                     | Maserati              | 16    | Fizikai állapot | 22    |        |
| Kie | 8    | Giorgio Scarlatti                 | Maserati              | 11    | Túlhevülés      | 18    |        |

*Trintignant és Moss nem kapta meg a versenyben elért pontokat a megosztott versenyzés miatt.

## Statisztikák
Bruce McLaren 2. győzelme, Stirling Moss 12. pole-pozíciója, 17. leggyorsabb köre.
- Cooper 8. győzelme

Vezető helyen:
- Ines Ireland: 1 kör (1)
- Jo Bonnier: 57 kör (12-15 / 21-36 / 41-67)
- Stirling Moss: 9 kör (16-20 / 37-40)
- Bruce McLaren: 13 kör (68-80)

José Froilán González utolsó versenye.